# Langen Müller Verlag
Der Langen Müller Verlag (Eigenschreibweise LangenMüller) ist ein deutscher Buchverlag. Er schloss sich 1932 aus dem Albert Langen Verlag und dem Georg Müller Verlag zusammen. 1967 erwarb Herbert Fleissner sämtliche Anteile. Heute ist Michael Fleissner Geschäftsführer. Der Verlag ist mittlerweile eine GmbH und gehört zur Verlagsgruppe Langen Müller und terra magica.

## Geschichte

### Albert Langen
1893 gründete Albert Langen seine Verlags-, Buch- und Kunsthandlung Paris und Köln, die er bald darauf verkaufte, um nach Leipzig und schließlich München übersiedeln zu können. Der Firma in München wurde ein Kunstverlag und Bühnenvertrieb angegliedert. Ein Hauptanliegen von Langen war es, zeitgenössische skandinavische Autoren wie Bjørnstjerne Bjørnson, Knut Hamsun und Georg Brandes herauszugeben. Damit galt er als Wegbereiter der skandinavischen Moderne in Deutschland.

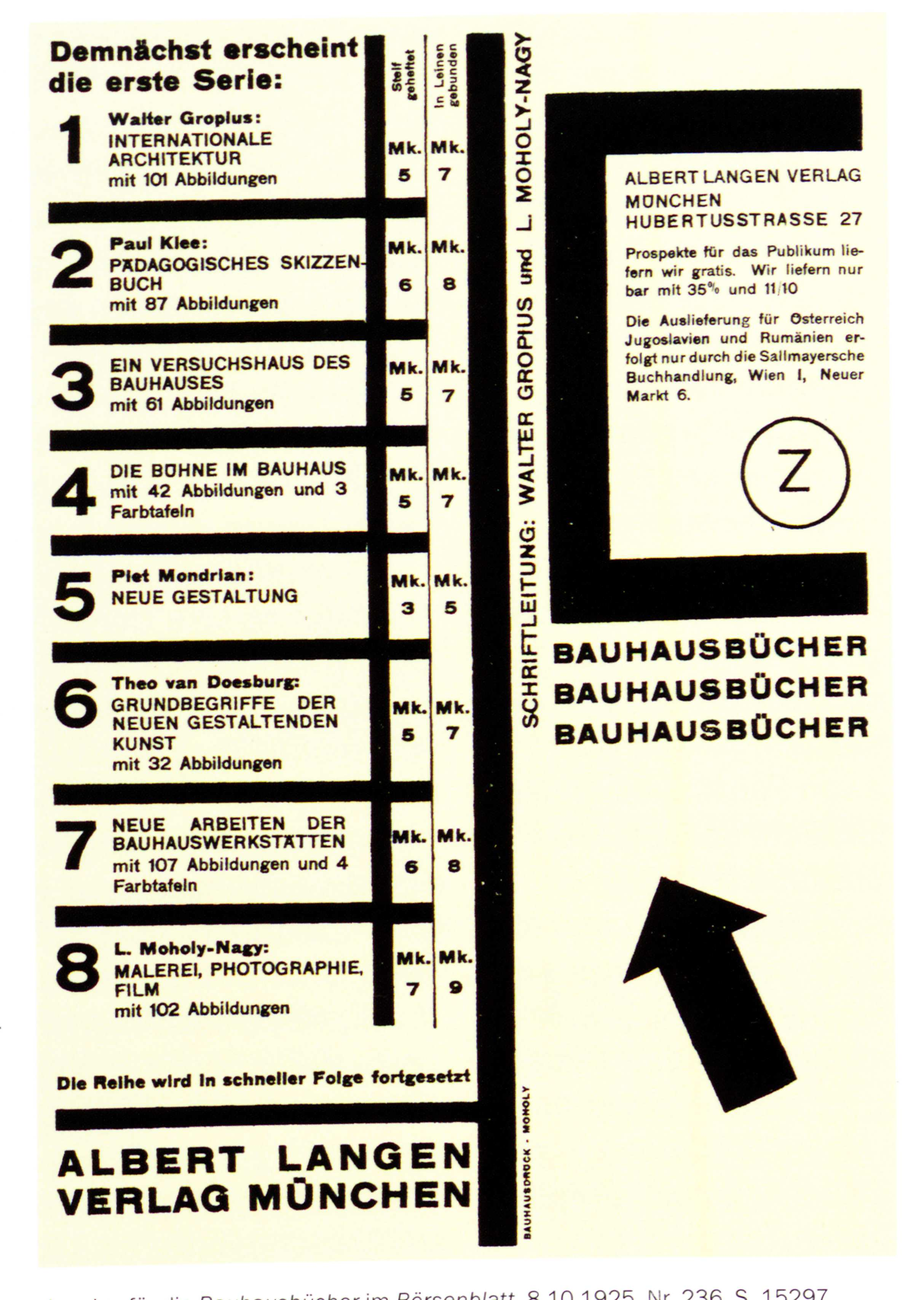
Bauhausbücher, Anzeige im Börsenblatt (1925)

1896 erschien das erste Mal die satirische Wochenzeitschrift Simplicissimus beim Verlag, die jedoch auf Grund der „Majestätsbeleidigungs“-Affäre schnell wieder verboten wurde. Die Autoren des Blattes mussten Deutschland verlassen und auch Albert Langen ging für fünf Jahre ins Exil. Erst 1903 wurde er gegen eine Zahlung von 30.000 Mark begnadigt. Die Prokura für den Verlag erhielt unterdessen sein Mitarbeiter Korfiz Holm.
Der Katalog von 1904 konnte bereits 117 Autoren mit 354 Titeln vorweisen. Wichtige Schriftsteller jener Jahre waren Marcel Prévost, Bjørnstjerne Bjørnson, Herman Bang, Guy de Maupassant, Knut Hamsun, Émile Zola, Heinrich Heine und Jakob Wassermann. Das Programm erstreckte sich nun über deutsche, französische und skandinavische Belletristik. Die Ausstattung der Bücher spielte für den Verleger eine wichtige Rolle, und so hoben sich die plakativ gestalteten Titel von den üblichen Buchumschlägen des Marktes ab. Seit 1925 wurde die Reihe Bauhausbücher von Walter Gropius und László Moholy-Nagy bei Langen publiziert.
Nach der Simplicissimus-Affäre gründete Langen 1907 die Halbmonatsschrift für deutsche Kultur März, die er zusammen mit Hermann Hesse und Ludwig Thoma herausgab. Zwei Jahre später starb er an einer verschleppten Mittelohrentzündung. In seinem Testament setzte er vier Kuratoren und langjährige Mitarbeiter (Otto Friedrich, Reinhold Geheeb, August Gommel und Korfiz Holm) für den Verlag ein. Diese übernahmen das Unternehmen und erwarben es schließlich 1918.
1928 erschien im Albert Langen Verlag Hans Grimms Roman Volk ohne Raum, der als eines der ersten wichtigen Werke der „Blut-und-Boden-Literatur“ gilt.

### Georg Müller
Am 1. Oktober 1903 gründete Georg Müller seinen gleichnamigen Verlag in der Königinstraße 59 in München. Zuvor hatte er die Rechte des Georg Heinrich Meyer Verlags erworben und somit Autoren wie Rudolf Huch, Wilhelm Weigand, Wilhelm Fischer-Graz und Adolf Pichler zu sich geholt. Noch im selben Jahr gründete er die zunächst belletristische Zeitschrift Süddeutsche Monatshefte, die jedoch bereits im Juni 1905 in den Verlag Ad. Bonz & Comp. in Stuttgart überging.
Seine langjährige Freundschaft mit Reinhard Piper führte 1904 schließlich zu dem gemeinschaftlichen Reinhard Piper & Co. Verlag, der allerdings zwei Jahre später wieder aufgelöst werden musste, da Müllers Verlag eine zu starke Eigendynamik entwickelte.
Die Programmschwerpunkte bildeten Kunstpublikationen, schöne Literatur deutscher und internationaler Autoren sowie Klassiker und Gesamtausgaben. Müller eröffnete viele Reihen wie die Bücherei der Abtei Thelem, Gastrosophische Bücherei, Lebenskunst und Denkwürdigkeiten aus Alt-Österreich. Gesamtausgaben erschienen von August Strindberg, Frank Wedekind, Friedrich Hölderlin, Shakespeare, Edgar Allan Poe, Stendhal oder Heinrich Heine.
Nachdem Georg Müller 1917 gestorben war, übernahmen Siegfried Neuhöfer und Hans Winand das Unternehmen. Sie wandelten die Firma in eine KG um und versuchten den Verlag durch Teilverkäufe zu retten, da dieser im Zuge der Inflation und der daraus resultierenden gesunkenen Kaufkraft der Bevölkerung wirtschaftlich stark geschwächt wurde. Außerdem gründeten die neuen Inhaber 1919 eine Tochterfirma, den Thespis Verlag, der Unterhaltungs- und Volksliteratur zu erschwinglichen Preisen anbot und den Georg Müller Verlag dadurch finanziell stützen sollte. Das Unternehmen verschmolz 1927 wieder mit seiner Mutterfirma und wurde 1928 aufgelöst.

Das Innere Reich. Titelblatt der ersten Ausgabe (April 1934)

Im selben Jahr wurde der Verlag aus Kapitalmangel an den Deutschnationalen Handlungsgehilfen-Verband veräußert, einer völkischen Angestelltengewerkschaft, und sollte zukünftig von Gustav Pezold geleitet werden. 1932 kam es schließlich zur Fusion mit dem Albert Langen Verlag, was in den Medien eine heftige Kontroverse auslöste. 1936 wurde der Langen-Müller Verlag  der Deutschen Arbeitsfront, einer NSDAP-Organisation, angeschlossen. Dennoch versuchte das Unternehmen, sich von der Partei nicht gänzlich vereinnahmen zu lassen und brachte neben „linientreuen“ Autoren auch Bücher von Schriftstellern heraus, die dem „inneren Widerstand“ zuzuordnen waren (z. B. Ernst Wiechert). Die Zeitschrift Das Innere Reich (1934–1944; von Paul Alverdes geleitet) galt sogar als heimlicher Sammelpunkt einer Gegenliteratur.
1938 überwarf sich Gustav Pezold, der bereits 1922 ein Parteimitglied war, mit den Machthabern und wurde daraufhin von Robert Ley entlassen. Nachdem die Geschäftsleitung mehrmals wechselte, ging das Unternehmen 1943 in den Knorr & Hirth-Verlag über, der zu diesem Zeitpunkt dem Zentralverlag der NSDAP Franz Eher angegliedert war und demnach 1945 von den Siegermächten unter Treuhänderschaft gestellt wurde.

### Langen Müller Verlag
Nach Ende des Zweiten Weltkrieges beschlagnahmten die amerikanischen Militärbehörden das Unternehmen als Parteieigentum und vergaben einen Großteil der Verlagsrechte an andere Verlage. 1950 wollten sie die Firma auflösen, was jedoch vom bayrischen Landesamt für Vermögensverwaltung und Wiedergutmachung verhindert wurde.
Zwei Jahre später ging Langen Müller in die Deutsche Angestellten-Gewerkschaft über (Rechtsnachfolgerin der Deutschen Arbeitsfront) und wurde durch Joachim Schondorff und Günther Hauffe wieder aufgebaut. Schließlich erwarb Schondorff den Verlag und wurde 1964 Alleininhaber. Beachtung fand die Buchreihe Theater der Jahrhunderte angesehen werden, in der Dramen von Gerhart Hauptmann, Hugo von Hofmannsthal, Euripides und Sophokles erschienen. Frühere Autoren wie Frank Wedekind, Otto Julius Bierbaum und August Strindberg fanden wieder Eingang ins Programm.
1967 ging das Unternehmen an den Verleger Herbert Fleissner über. Die Verlage Langen Müller, Herbig und Nymphenburger firmierten unter der F. A. Herbig Verlagsbuchhandlung GmbH. Fleissner galt unter den deutschen Buchverlegern als politisch weit rechts stehend. 1985 schloss das Verlagsunternehmen Axel Springer seinen Buchverlag Ullstein mit Langen Müller zusammen. Herbert Fleissner übernahm die Geschäftsführung und inhaltliche Verantwortung für die Veröffentlichungen des neuen Unternehmens Ullstein/Langen-Müller. Es folgte eine nationalistische Ausrichtung des Verlagsprogramms, was unter anderem kurz nach dem Zusammenschluss den vorherigen Verlagsleiter Viktor Niemann zum Ausscheiden aus dem Unternehmen veranlasste. 1994 spitzten sich die Konflikte im Unternehmen als der neue Springer-Vorstandschef Jürgen Richter den Rechtskurs der Sparte Ullstein/Langen-Müller nicht mehr mittragen wollte. Anfang 1995 verließen dann die Autoren Karin Struck und Lutz Rathenow aus den gleichen Gründen den Verlag, was umfangreich in der deutschen Presse aufgegriffene und diskutiert wurde. Mitte 1995 veröffentlichte eine Gruppe Intellektueller und Politiker einen Aufruf an den Verlagkonzern Bertelsmann, in dem dieser aufgefordert wurde, keine Druckerzeugnisse von Ullstein/Langen-Müller mehr herzustellen. Kurz darauf verließ auch der rechtsextreme Politiker und Publizist Franz Schönhuber den Verlag. In diesem Fall hatte Herbert Fleissner die Veröffentlichung eines Buchs von Schönhuber verweigert. Im November 1995 wurde schließlich eine erneute Aufspaltung von Ullstein und Langen Müller bekanntgegeben, wobei zum Jahresbeginn 1996 Ullstein wieder vollständig in das Eigentum von des Unternehmens Axel Springer überging und Langen Müller erneut unter Fleissner eigenständig wurde.
Nach dem Rückzug Fleissners im September 2004 wurde die F. A. Herbig Verlagsbuchhandlung GmbH bis November 2016 von Fleissners Tochter Brigitte Fleissner-Mikorey geleitet.

## Der heutige Verlag
Heute ist Michael Fleissner der Geschäftsführer. Das Verlagsprogramm gliedert sich in die Abteilungen Belletristik, Sachbuch und Biografien. Neben einer umfangreichen Hörbuchreihe gehören die Serien Kunst im Quadrat und Star-Legenden zum aktuellen Programm. Im schöngeistigen Bereich finden sich u. a. Autoren wie Knut Hamsun, Mark Twain, Jack London, Truman Capote, Ephraim Kishon und Stefanie Zweig wieder. Zum Sachbuchsegment zählen besonders zeitgeschichtliche und politische Titel, zum Beispiel von Thilo Sarrazin und Markus Krall. Im Jahr 2017 wurde der Verlagssitz von München nach Stuttgart verlegt. Der Verlag firmiert heute als Langen Müller Verlag GmbH und ist beim Amtsgericht München registriert.